# Římskokatolická farnost – děkanství Dubá
Římskokatolická farnost – děkanství Dubá (lat. Dauba) je církevní správní jednotka sdružující římské katolíky na území města Dubá a v jeho okolí. Organizačně spadá do českolipského vikariátu, který je jedním z 10 vikariátů litoměřické diecéze. Centrem farnosti je děkanský kostel Nalezení svatého Kříže v Dubé.

## Historie farnosti
Farnost byla konstituována neznámo kdy a nebyla nikdy zrušena. Původní farní kostel stával na hřbitově na okraji městečka. Současný farní kostel byl vybudován v letech 1744–1760. V roce 1845 shořely při požáru střechy věžic v průčelí kostela, a byly nahrazeny jednoduchými stříškami, které jsou na nich dodnes. Roku 1942 povýšil tehdejší litoměřický biskup Weber místní farnost na děkanství.
Roku 1945 byl kostel poškozen při bombardování. V letech 1985–1991 byl péčí tehdejšího děkana, P. Josefa Bělohlava, renovován.
Od roku 1992 byla farnost administrována excurrendo z České Lípy, posléze ze Zákup, a od 28. dubna 2011 z Jestřebí. Administrátorem farnosti v materiálních záležitostech (in materialibus) je Mgr. Milan Mordačík, trvalý jáhen sídlící na faře v Dubé.

### Duchovní správcové vedoucí farnost
Začátek působnosti jmenovaného v duchovní správě farnosti od:
- Joannes, † 1374
- 1374 Franěk
- 1388 Litold. z Drchlavy, † 1401
- 1401 Henricus
- 1411 Henricus
- 1573 Nicolaus Preitenrosus
- 1652 Joannes Streit (Jan Streit)
  - 1656 Petr Mosser?
- 6. 6. 1660 Joannes Abrahamus Carpe (Abraham Carpe)
- 2. 11. 1660 Fr. Jacobus Keuan, OSB (Jakub Kean)
- 1664 Joannes Ferdinandus Neumann (Ferdinand Neumann)
- 1669 Balthasar Sebastanus Werner (Baltazar Sebastian Werner)
- 1671 Christophorus Tränkler (Kryštof Tränkler)
- 1684 Andreas Marquat, † 30.12.1692 (Ondřej Marquart)
- 2. 1. 1693 Michaël Elbel (Michael Elbel)
- 29. 6. 1706 Christophorus Adalbertus Thum (Kryštof Adalbert Thum)
- 1734 Wenceslaus Thum (Václav Thum)
- 3. 3. 1748 Ambrosius Glaser (Ambrož Glaser), † 1786
- 1786 Josef Storch, † 13. 8. 1819
- 1819 par. vacat
- 1819 Josef Schmid (Josef Adam Schmidt), n. 24. 12. 1780 Hradiště, o. 10. 9. 1801
- 1824 Jos. Freiesleben (Josef Freyesleben), n. 9. 11. 1778 B. Kamnitz, o. 24. 8. 1803
- 1851 par. vacat, admin. int. Wenc. Ahne
- 1852 Franz Knesch, n. 10. 10. 1802 Reichenberg, o. 4. 9. 1827, † 23. 10. 1866
- 1866 par. vacat, admin. int. Anton. Strohwasser
- 1867 Josef Weber, n. 25. 11. 1826 Biney., o. 25. 7. 1852, † 21. 11. 1910
- 1904 Gust. Joann. Müller (Gustav Jan Müller), n. 24. 1. 1854 Heidemühl, o. 19. 7. 1879, † 24. 5. 1918
- 1. 10. 1918 Christian Storms, n. 16. 10. 1882 Heinsberg (D.), o. 15. 7. 1906
- 12. 9. 1945 Michael Raab
- 11. 10. 1946 Karel Petržílek
- 1. 2. 1951 Václav Červinka, admin.
- 1. 3. 1973 Josef Bělohlav, admin.
- 1. 2. 1992 Jaroslav Macoun, admin. exc. in spiritualibus z Jestřebí
  - 1. 5. 1992 Milan Mordačík, trvalá jáhenská služba; od 13. 11. 2007 admin. in materialibus
- 15. 1. 2001 Viliam Matějka, admin. exc. in spiritualibus z České Lípy
- 1. 7. 2009 Grzegorz Jacek Wolanski, admin. exc. in spiritualibus ze Zákup
- 28. 4. 2011 Josef Rousek, admin. exc. in spiritualibus z Jestřebí, † 9. 10. 2020
- 12. 10. 2020 Rudolf Repka, admin. exc. in spiritualibus ze Cvikova[2]

Kromě kněží stojících v čele farnosti, působili ve farnosti v průběhu její historie i jiní kněží. Většinou pracovali jako farní vikáři, kaplani, katecheté, výpomocní duchovní aj.

## Římskokatolické sakrální stavby na území farnosti
| | Fotografie | Stavba                     | Místo     | Bohoslužby                      | Zeměpisné souřadnice             | Status         | Číslo kulturní památky           |
| Kostel | Kostel     | Kostel                     | Kostel    | Kostel                          | Kostel                           | Kostel         | Kostel                           |
| --- | ---------- | -------------------------- | --------- | ------------------------------- | -------------------------------- | -------------- | -------------------------------- |
| 1. |            | Kostel Nalezení sv. Kříže  | Dubá      | bližší informace o bohoslužbách | 50°32′22″ s. š., 14°32′17″ v. d. | farní kostel   | 23583/5-2916 (Pk•MIS•Sez•Obr•WD) |
| Kaple |            |                            |           |                                 |                                  |                |                                  |
| 2. |            | Farní kaple                | Dubá      | bližší informace o bohoslužbách | 50°32′21″ s. š., 14°32′21″ v. d. | oratoř na faře | —                                |
| 3. |            | Kaple Nanebevzetí P. Marie | Vrchovany | bližší informace o bohoslužbách | 50°33′14″ s. š., 14°34′20″ v. d. | kaple          | 25827/5-3393 (Pk•MIS•Sez•Obr•WD) |
| Některé drobné sakrální stavby a pamětihodnosti lze dohledat zde v databázi Drobné sakrální památky Zaniklé sakrální stavby lze dohledat zde v databázi Poškozené a zničené kostely, kaple a synagogy v České republice |            |                            |           |                                 |                                  |                |                                  |

Ve farnosti se mohou nacházet i další drobné sakrální stavby, místa římskokatolického kultu a pamětihodnosti, které neobsahuje tato tabulka.

## Farní obvod
Z důvodu efektivity správy byl vytvořen farní obvod (kolatura) sestávající z přidružených farností spravovaných excurrendo in materialibus z farnosti – děkanství Dubá. Do této kolatury patří farnosti: 
1. Deštná
2. Tuhaň

Po duchovní stránce je kolatura spravována excurrendo z farní kolatury v Jestřebí. Přehled těchto kolatur je v tabulce farních obvodů českolipského vikariátu.